# Che cosa c'è
Che cosa c'è è un brano musicale del cantautore Gino Paoli, lanciato da Ornella Vanoni che la incise nel 45 giri Che cosa c'è/La fidanzata del bersagliere e che la incluse nel suo album Le canzoni di Ornella Vanoni; nello stesso anno la incise anche il suo autore nel 45 giri Che cosa c'è/Sarà così, e la incluse l'anno successivo nell'album Basta chiudere gli occhi.

## Il brano
Il brano è un valzer con un testo d'amore probabilmente ispirato a Paoli dalla storia d'amore che viveva con la Vanoni.
La canzone è diventata negli anni una delle più note del repertorio sia di Paoli che della Vanoni, che l'hanno riproposta in varie occasioni:
- Settembre 1965: nell'album dal vivo di Paoli Gino Paoli allo Studio A[6].
- Febbraio 1971: nell'album dal vivo della Vanoni ..Ah! l'amore l'amore quante cose fa fare l'amore..[7].
- 2005: nell'album dal vivo di entrambi VanoniPaoli Live[8].

## Cover di altri artisti
Numerose sono state le cover di altri artisti, tra cui: 
- Luglio 1964: Giorgio Gaslini nell'album 12 canzoni d'amore italiane.[9]
- Dicembre 1964: Fred Bongusto nell'album La notte è fatta per ballare.[10]
- Dicembre 1970: Gianni Morandi nell'album Gianni 7.[11]
- Febbraio 1971: Bruno Martino nell'album Cos'hai trovato in lui.[12]
- Settembre 1975: Rita Pavone nell'album Rita per tutti.[13]
- 2000: Giuliano Palma & the Bluebeaters nell'album The Album, eseguita insieme allo stesso Paoli.[14]
- 2006: Claudio Baglioni nell'album Quelli degli altri tutti qui.[15]
- 2025: Joan Thiele e Frah Quintale durante la serata cover del Festival di Sanremo 2025.[16][17]